# 朴承善
朴承善（韓語：박승선，1876年6月9日—1950年6月30日），是韓國獨立活動家和政治人物、大韓民國首任總統李承晩的夫人。
1949年6月4日，與李承晚的代理人办理了离婚手续。1950年朝鲜战争期间中她在首尔被朝鮮人民軍殺害。